# Jahotyn
Jahotyn (in ucraino Яготин?; in russo Яготин?, Jagotin) è una città dell'Ucraina (18 995 abitanti) situata nel distretto di Boryspil', nell'Oblast' di Kiev. Ospita l'amministrazione della comunità territoriale di Jahotyn, una delle comunità territoriali dell'Ucraina.
Fino al 18 luglio 2020 Jahotyn è stata il centro amministrativo del distretto di Jahotyn, abolito come parte della riforma amministrativa dell'Ucraina, che ha ridotto a sette il numero dei distretti dell'oblast' di Kiev. L'area del distretto di Jahotyn è stata trasferita al distretto di Boryspil'.